# Leslie Claudius
Leslie Walter Claudius  (Bilaspur, 25 maart 1927 - Calcutta, 20 december 2012) is een Indiaas hockeyer. Claudius won met het Indiase team drie gouden olympische medailles, bij zijn vierde deelname werd het Indiase team voor de eerste maal verslagen op een olympisch toernooi door Pakistan en moest hij genoegen nemen met de zilveren medaille. Claudius is samen met zijn landgenoot Udham Singh de meest gelauwerde hockeyer op de Olympische Zomerspelen.

## Resultaten
- Olympische Zomerspelen 1948 in Londen  met het Indiase team
- Olympische Zomerspelen 1952 in Helsinki  met het Indiase team
- Olympische Zomerspelen 1956 in Melbourne  met het Indiase team
- Aziatische Spelen 1958 in Tokio  met het Indiase team
- Olympische Zomerspelen 1960 in Rome  met het Indiase team